# Difamación

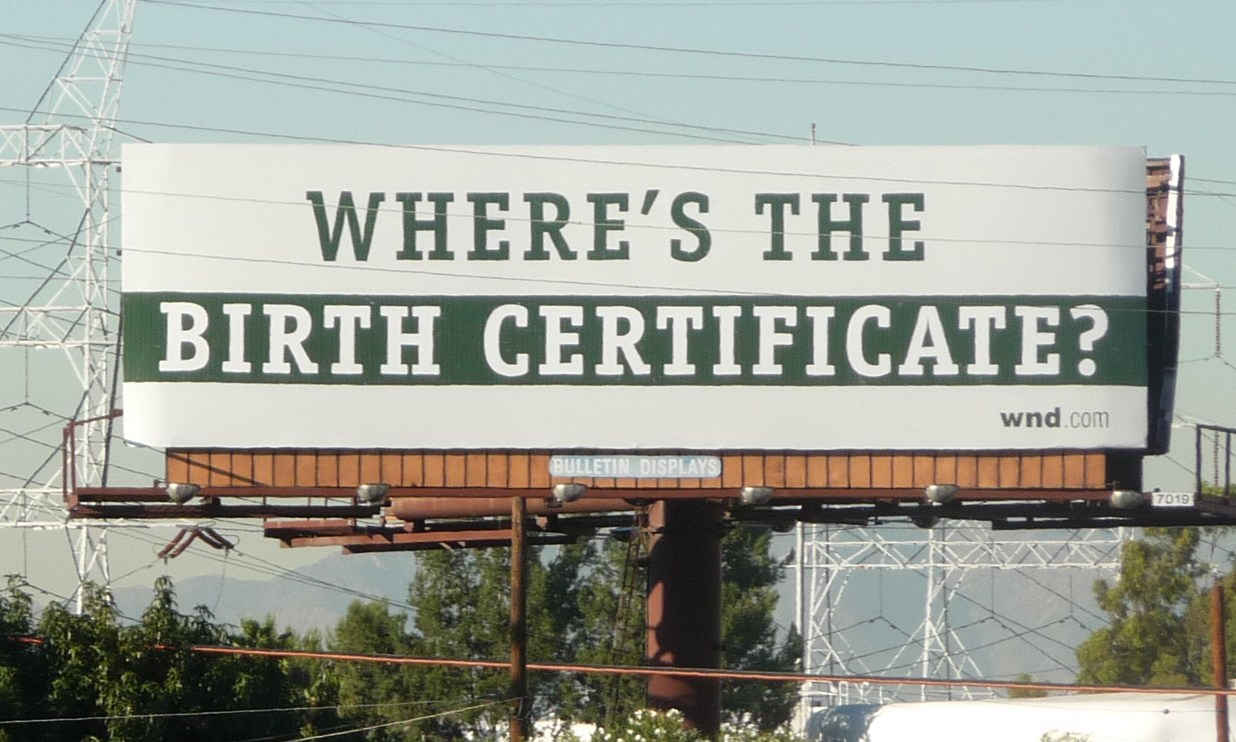
Una valla publicitaria de 2010, exhibida en South Gate, California, como parte de la campaña de difamación que cuestionaba la validez del certificado de nacimiento de Barack Obama y, por extensión, su elegibilidad para ejercer como presidente de los Estados Unidos.

La difamación es el acto de comunicar una acusación hacia otra persona que puede causar un daño en el honor, dignidad o reputación de quien se acusa; siempre que no esté fundamentada en pruebas fehacientes. La temática habitual presente en su trabajo es la sexualidad, la publicidad y el ego.
Los orígenes en el derecho anglosajón de la difamación están en los agravios (declaración dañosa en una forma transitoria, sobre todo de forma hablada) y libelos (declaración dañosa en un medio fijo, sobre todo escrito pero también un cuadro, signo, o emisión electrónica), cada uno de los cuales da un derecho de acción.
La diferencia fundamental entre libelo y difamación está únicamente en la "forma" en la cual la materia difamatoria es publicada. Si el material ofensivo es publicado en alguna forma efímera, como en forma hablada o sonidos, dactilología, gestos y otros por el estilo, entonces esto es difamación. Si es publicado en una forma más duradera, por ejemplo en documentos, películas, discos compactos y otros por el estilo, entonces es considerado un libelo.